# خوگچگان هندی
 خوگچگان هندی (نام علمی: Caviidae) نام یک تیره از راسته جوندگان است.

## طبقه بندی
خانواده Caviidae
- زیرخانوداه خوکچه‌هندیان: خوکچه هندیs (cavies)
  - سرده خوکچه هندی (سرده), this genus is especially called 'cavy'.
  - سرده Galea
  - سرده خوکچه کوهی: Mountain cavies
- زیرخانواده گوش‌بلند
  - سرده گوش‌بلند: Patagonian hares, یا maras
- زیرخانواده Hydrochoerinae
  - سرده Hydrochoerus: Capybara
  - سرده خوکچه صخره: Rock cavy